# Gaius Quinctius Certus Poblicius Marcellus
Gaius Quinctius Certus Poblicius Marcellus (vollständige Namensform Gaius Quinctius Gai filius Velina Certus Poblicius Marcellus) war ein im 2. Jahrhundert n. Chr. lebender römischer Politiker. In den  Militärdiplomen von 120 wird sein Name als Gaius Publicius Marcellus angegeben, in den Diplomen von 129 als Poblicius Marcellus.
Marcellus stammte wahrscheinlich aus Aquileia; dafür sprechen zwei dort gefundene Inschriftbasen für Skulpturen sowie seine (für Aquileia charakteristische) Zugehörigkeit zur Tribus Velina. Aus dem Namen abgeleitete Überlegungen zu Verwandtschaftsbeziehungen (Sohn des Publicius Certus? adoptiert durch einen Quinctius Certus? Verwandtschaft des Vaters und des Adoptivvaters?) bleiben hypothetisch.
Seine Karriere vor dem Konsulat ist nicht überliefert. Durch Militärdiplome, die z. T. auf den 29. Juni 120 datiert sind, ist belegt, dass Marcellus 120 zusammen mit Lucius Rutilius Propinquus Suffektkonsul war; die beiden Konsuln übten ihr Amt vermutlich von Mai bis Juni aus. Sie sind in dieser Funktion auch durch die Arvalakten nachgewiesen.
Durch eine Inschrift aus Aquileia ist belegt, dass Marcellus Augur sowie Statthalter (Legatus Augusti pro praetore) in den Provinzen Germania superior und Syria war; er war zwischen 121/122 und 127/128 Statthalter in Germania superior und etwa 129–134/135 Statthalter in Syria. Dieselbe Inschrift erwähnt, dass er – wohl für seine Teilnahme an Hadrians Judenkrieg – mit den ornamenta triumphalia ausgezeichnet wurde. Jedenfalls verließ Poblicius Marcellus Syrien während seines damaligen Einsatzes als Truppenkommandeur und wurde in seiner Provinz durch Gaius Iulius Severus, damals Legatus legionis der Legio IIII Scythica, vertreten.
Weitere Inschriften werfen kleine Schlaglichter auf die Amtsgeschäfte: In Mainz wurde während seiner Statthalterschaft das Praetorium des Winterlagers der Legio XXII Primigenia errichtet. In Syrien musste er sich mit der Zweckentfremdung von Preisgeldern für einen musischen Wettbewerb in Apameia befassen, wie aus einem Reskript des Kaisers Hadrian hervorgeht. Ein andermal ging es in seiner Rechtsprechung um die Frage, ob eine zum Tode verurteilte schwangere Frau hingerichtet werden dürfe und wie das Bürgerrecht des Kindes zu beurteilen sei. Eine Zusammenfassung jenes hadrianischen Reskripts wurde 400 Jahre später in die Digesten aufgenommen. Inschriften aus Palmyra zeigen, dass die Sicherheit des Handels auf den Karawanenstrecken seine Aufmerksamkeit erforderte.